# 張奫
張 奫（ちょう いん、生没年不詳）は、中国の隋の軍人。字は文懿。本貫は清河郡。

## 経歴
張双の子として生まれ、淮陰に居住した。北周のとき、淮陰の郭子冀が陳軍を引き入れると、張双は子弟を率いてこれを討ちたいと考えたが、決断することができなかった。張奫が父の考えに賛同し、郭子冀を破ることができたので、名を知られるようになった。州主簿を初任とした。
楊堅が北周の丞相となると、張奫は大都督に任ぜられて、郷兵を領した。隋が建国され、賀若弼が寿春に駐屯すると、張奫はその下で間諜をつとめ、南朝陳に対する征戦に功績を挙げた。位は開府儀同三司に進み、文安県子に封ぜられた。1年あまりして、水軍を率いて笮子游を京口で討ち、薛子建を和州で撃破した。召還されて入朝し、大将軍の位を受けた。楊素の下で再び江南におもむき、高智慧を会稽郡に討ち、呉世華を臨海で破った。位は上大将軍に進み、撫州刺史・顕州刺史・斉州刺史を歴任して、有能で知られた。598年、行軍総管となり、漢王楊諒の下で高句麗遠征に参加した。隋軍の多くは潰滅したが、張奫は自軍を保全して帰還した。仁寿年間、潭州総管に転じ、在職すること3年で死去した。
子に張孝廉があった。

## 伝記資料
- 『隋書』巻六十四 列伝第二十九
- 『北史』巻七十八 列伝第六十六